# Pilträsket
Pilträsket är en sjö i Arvidsjaurs kommun i Lappland och ingår i Piteälvens huvudavrinningsområde. Sjön har en area på 0,224 kvadratkilometer och ligger 310,9 meter över havet. Sjön avvattnas av vattendraget Ljusträskbäcken (Pilträskbäcken).

## Delavrinningsområde
Pilträsket ingår i det delavrinningsområde (730411-169063) som SMHI kallar för Utloppet av Ljusträsket. Medelhöjden är 343 meter över havet och ytan är 49,32 kvadratkilometer. Det finns inga avrinningsområden uppströms utan avrinningsområdet är högsta punkten. Ljusträskbäcken (Pilträskbäcken) som avvattnar avrinningsområdet har biflödesordning 2, vilket innebär att vattnet flödar genom totalt 2 vattendrag innan det når havet efter 129 kilometer. Avrinningsområdet består mestadels av skog (66 procent) och sankmarker (25 procent). Avrinningsområdet har 2,48 kvadratkilometer vattenytor vilket ger det en sjöprocent på 5 procent.